# ورنك (نوع من الشفنين البحري)
الوَرْنك وهو نوع من جنس (Himantura) وكذلك وردت كلمة الوَرْنك بالمعنى المعروف بالإنجليزية ب (Skate) وهو الوَرْنك ، والكلمتان وردتا في معجم الحيوان للفريق أمين معلوف بالمَعنَيَين المُختلفين.

## التسمية العلمية والإنجليزية
اسمه العلمي هو Forsskål) Raia Warnak) كما ورد في معجم الحيوان، ولكن الصحيح والمذكور في ويكيبيديا هو (Forsskål, 1775 Raja Sephen var Uarnak)، وإن الاسم العلمي المعروف في الوقت الحاضر هو (Himantura uarnak (Forsskål, 1775) أو (J. F. Gmelin, 1789. والإنجليزية reticulate whipray أو honeycomb stingray.

## إشتقاق الاسم
ورد في النسخة الإنجليزية لهذه الصفحة ان (uarnak) مُشتقة من كلمة عربية تصف النَمَط الموجود على جلد الوَرنك من نقاط، أي من كلمة (الوَرْنك) ، (وردت عن العالم فورسكال (Forsskål) الذي سمى هذا النوع). ولا توجد في معاجم اللغة العربية القديمة (على الأغلب) كلمة الورنك إلا
في بعض المعاجم العربية الحديثة التي اوردت كلمة الورنك بمعنى نوع من السمك، لا غير، ولم يأتي أي معنى آخر.